# Venturia brachypropodealis
Venturia brachypropodealis är en stekelart som beskrevs av David B. Wahl 1987. Venturia brachypropodealis ingår i släktet Venturia och familjen brokparasitsteklar. Inga underarter finns listade i Catalogue of Life.